# Cimetière central de Toulon
Le cimetière central de Toulon est un des deux cimetières municipaux de la ville de Toulon dans le Var, l'autre à l'ouest étant le cimetière Lagoubran, avenue Aristide-Briand. C'est le plus important de la ville. Il est connu pour abriter la sépulture de Raimu. Il se trouve place du Souvenir-Français.

## Histoire et description
Le cimetière central de Toulon ouvre en 1829, pour à terme remplacer deux autres cimetières, celui de la Porte-Royale situé à l’ouest et celui de Saint-Lazare (situé entre la porte d’Italie et le rond-point de Bir-Hakeim), détruits lorsque les remparts de la ville sont démolis sous Napoléon III. Ce cimetière est renommé pour son patrimoine artistique et historique important, avec un grand nombre de statues, bustes et médaillons et des chapelles funéraires imposantes ou non.
De nombreuses tombes sont liées au passé maritime du port militaire de Toulon, ainsi que des monuments commémoratifs comme celui dédié aux victimes de l'explosion du cuirassé Iéna qui fit 118 morts, le 12 mars 1907. Le cimetière possède aussi un carré des officiers coloniaux.

### Anecdote

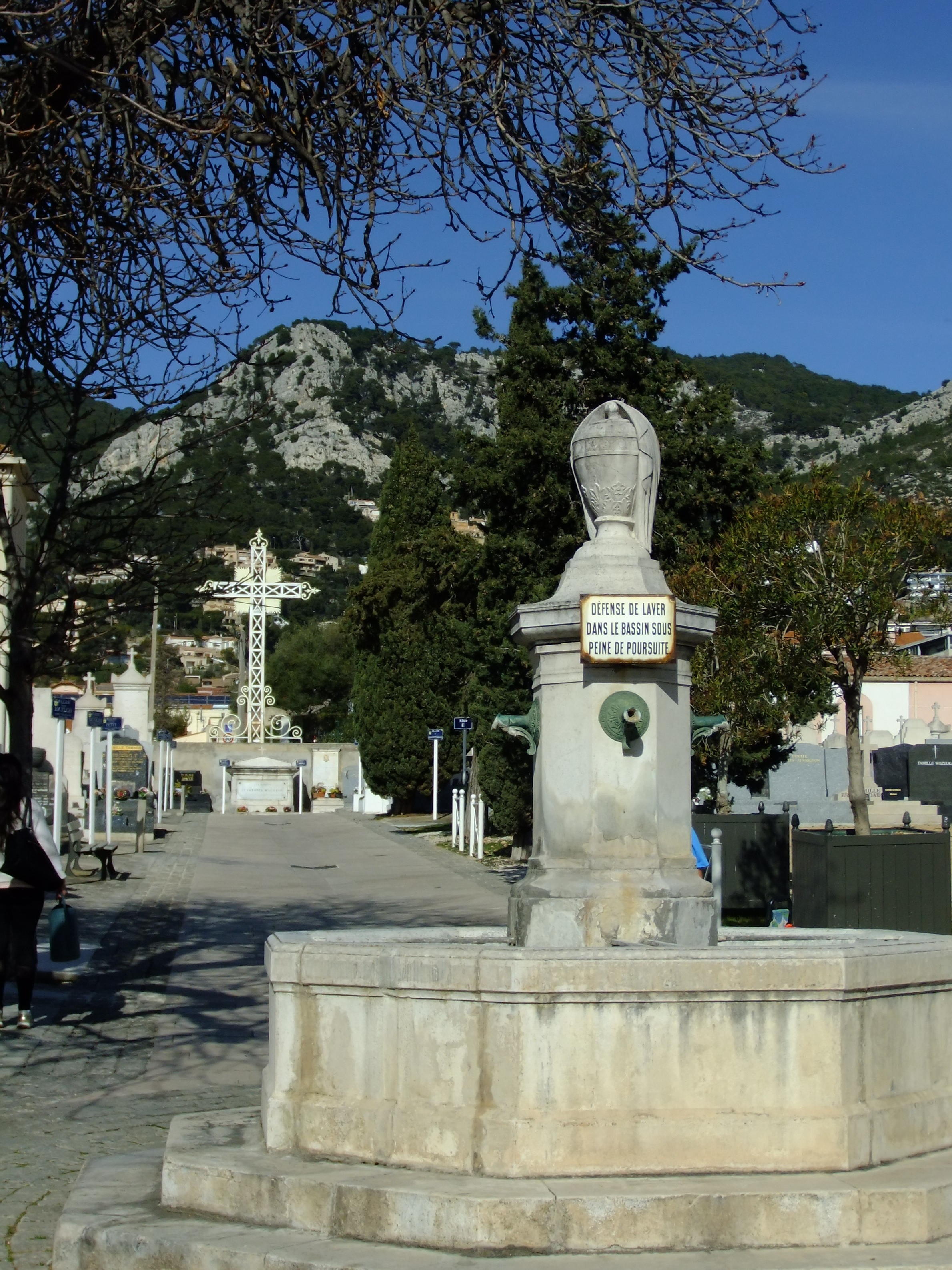
La fontaine et la croix du cimetière sujettes d'une discorde.

En 1886, une lutte entre clergé et république laisse un patrimoine original. Le maire d'alors, Henri Dutasta, élu sur un programme anticlérical, affirme que la grande croix de bois du cimetière est vermoulue et constitue un danger, il la fait remplacer par une fontaine « réclamée depuis longtemps par les personnes qui ont à entretenir des fleurs sur leurs tombes ». L’archiprêtre de la cathédrale achète alors la parcelle mitoyenne du cimetière et le 8 avril 1887, une grande croix de fer y est solennellement dressée, juste dans le prolongement de l'allée centrale.

## Personnalités inhumées

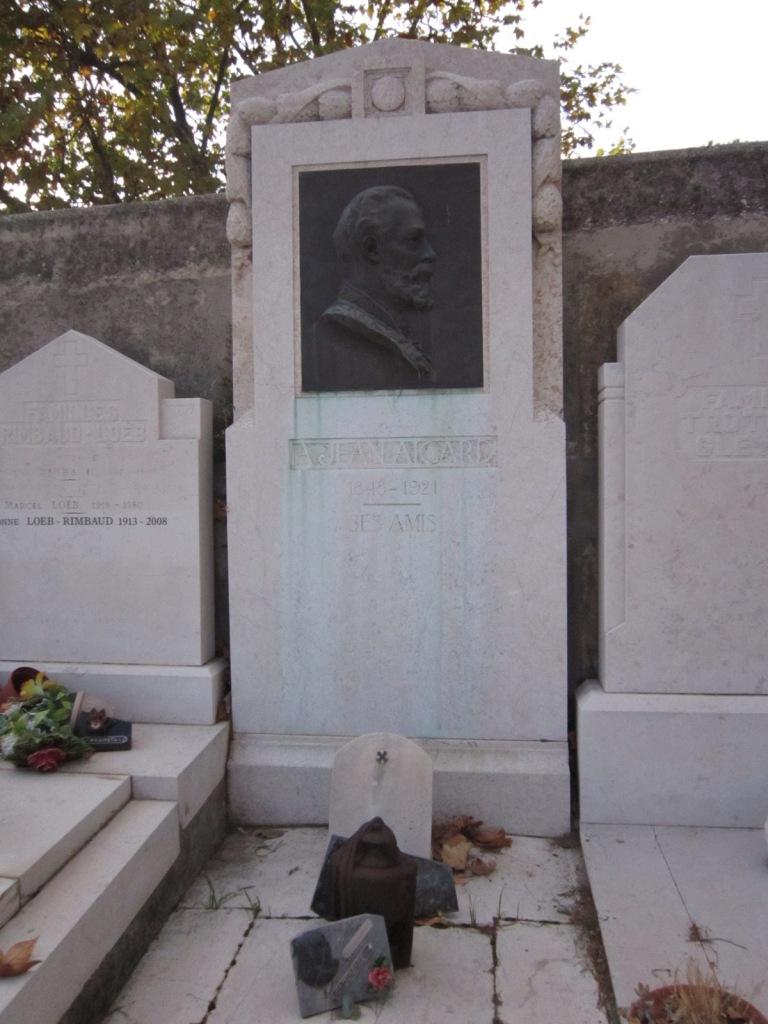
Tombe de Jean Aicard.

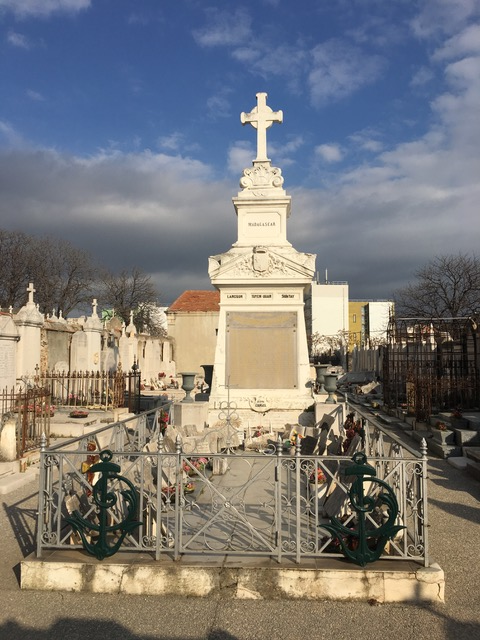
Carré des officiers coloniaux où est notamment enterré le général Dio.

Tombe de Raimu.

- Jean-Baptiste Abel (1863-1921), député du Var, ministre du travail, gouverneur de l'Algérie (buste)[2]
- Jean Aicard (1848-1921), poète, romancier et dramaturge (médaillon)
- André-Joseph Allar (1845-1926), sculpteur
- Maurice Arreckx (1917-2001), député, sénateur, maire de Toulon
- Roger Audiffred (1914-1954), imprésario et producteur et son épouse Germaine (1916-1999)
- Jean-Louis Barralier (1751-1834), ingénieur de la marine
- Marcel Bayle (1926-2000), député du Var (médaillon d'un autre membre de sa famille et statue de la Vierge)
- Robert Bertin (1873-1944), artiste de music-hall
- Paulin Bertrand (1850-1940), peintre
- Général Jean-Ernest de Beurmann (1775-1850), maire de Toulon
- Gabriel Bois (1884-1918), peintre
- Auguste Brunet (1878-1957), gouverneur de la Nouvelle-Calédonie, de l'AOF et de Madagascar, député de La Réunion
- Général-baron François Buchet (1777-1868), pair de France
- Comte Édouard Thomas Burgues de Missiessy (1756-1831), participa à la guerre d'indépendance des États-Unis, à celles de la révolution et de l'Empire, préfet maritime de Toulon
- Fernand Clément (1877-1957), majoral du félibrige
- Constant Colmay (1903-1965), Compagnon de la Libération
- Général Louis Dio (1908-1994), Compagnon de la Libération
- Amiral-baron Louis Dubourdieu (1804-1857), combattant de la guerre de Crimée, préfet maritime de Toulon
- Henri Dupuy de Lôme (1816-1885), ingénieur maritime et homme politique
- Amiral Maxime Émeriau de Beauverger (1762-1845), pair de France
- Marius Escartefigue (1872-1957), ancien anarchiste, maire socialiste de Toulon, député
- Lieutenant-Colonel Maurice Ferrano (1909-1981), Compagnon de la  Libération
- Gustave Garaud (1844-1914), peintre
- Amiral Henri Garnault (1820-1906), conquérant de la Tunisie
- Louis Gautheron (1915-1988), Compagnon de la Libération
- Gerbert (né René Maderay, 1885-1935), baryton (médaillon)
- Jean Giraudeau (1916-1995), ténor, directeur de l'Opéra-Comique
- Jean d'Hers (1910-1945), Compagnon de la Libération
- Charles Hector Jacquinot (1796-1879), explorateur
- Vice-amiral Jules Krantz (1821-1914), préfet maritime de Toulon, ministre de la marine et des colonies
- Amable Lagane (1838-1910), ingénieur maritime (chapelle)
- Georges Laouénan (1920-1987), officier des Forces françaises libres, Compagnon de la Libération
- Pierre Letuaire (1798-1885), illustrateur et caricaturiste
- Vice-amiral Sylvain Leyghe (1846-1925)
- Général Jules Lewal (1823-1908), ministre de la guerre
- Jean Loste (1894-1960), as de la Première Guerre mondiale
- Félix Mayol (1872-1941), chansonnier
- Charles Méré (1883-1970), écrivain et dramaturge (médaillon)
- Vice-amiral Jacques Hector Moreau (1884-1962), préfet maritime d'Alger, fils du suivant
- Vice-amiral Paul Moreau (1858-1929), commandant de l'escadre Syrie-Salonique, préfet maritime de Brest
- René Moreau (1917-1984), auteur de Huit ans otage chez les Viets, ambassadeur au Burundi
- Pierre Moustiers (née Pierre Rossi, 1924-2016), scénariste et écrivain
- Raimu (né Jules Muraire, 1883-1946), acteur, sociétaire de la Comédie-Française[4]
- Amiral Pierre-Gustave Roze (1812-1883), gouverneur de la Cochinchine française, préfet maritime de Cherbourg
- Abbé Léon Spariat (1861-1936), prêtre, prédicateur et écrivain de langue provençale, majoral du Félibrige
- Jacques Voyer (1922-1944), Compagnon de la Libération[2]